# Alocasia decumbens
Alocasia decumbens är en kallaväxtart som beskrevs av Samuel Buchet. Alocasia decumbens ingår i släktet Alocasia och familjen kallaväxter. Inga underarter finns listade.